# Jaroszewice-Kolonia
Jaroszewice-Kolonia – kolonia wsi Jaroszewice w Polsce położona w województwie lubelskim, w powiecie lubelskim, w gminie Bełżyce.
W latach 1975–1998 miejscowość administracyjnie należała do województwa lubelskiego.
Miejscowość położona jest w środkowo-zachodniej części Równiny Bełżyckiej. Wchodzi w skład sołectwa Jaroszewice.